# Girls in Tech
Girls in Tech — международная некоммерческая организация, деятельность которой направлена на вовлечение, образование и расширение прав и возможностей женщин в сфере технологий. Основанная в 2007 году Адрианой Гаскойн, организация выросла из Сан-Франциско до более чем 50 отделений, расположенных в Северной Америке, Европе, Азии, на Ближнем Востоке, в Африке и Южной Америке.

## История

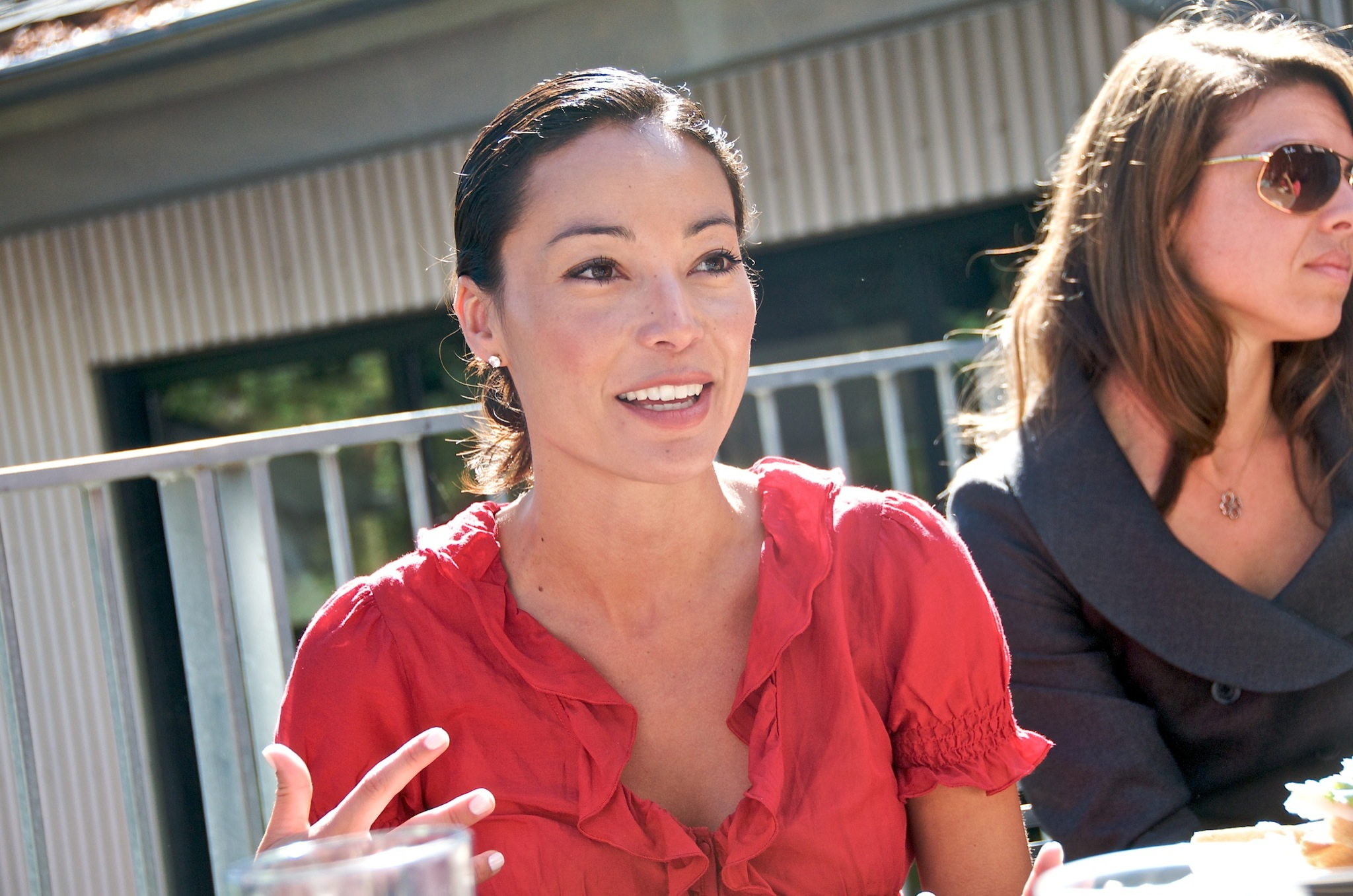
Сооснователь Адриана Гаскойн

В феврале 2007 года Гаскойн основала организацию Girls in Tech в Сан-Франциско, заметив, что она одна из немногих женщин в своей технологической компании.
В июле 2008 года в Лос-Анджелесе открылось еще одно отделение Girls in Tech.
В декабре 2008 года было основано отделение Girls in Tech в Нью-Йорке.
В январе 2009 года в Лондоне открылось первое международное отделение Girls in Tech одновременно с новыми отделениями в Остине, Бостоне и Портленде.
В апреле 2015 года на конференции Girls in Tech в Фениксе Таня Катан произнесла ставшую известной фразу «Это никогда не было платьем», которая переосмыслила общий символ женщины на вывесках в ванной, которая носит плащ вместо платья.
По состоянию на июль 2015 года в мире насчитывалось 47 отделений организации.
В январе 2016 года ESPN Women объединились с Girls in Tech для хакатона.
В мае 2016 года Girls in Tech объединилась с Traction Labs, чтобы предложить бесплатные офисные помещения в Сан-Франциско женщинам и предпринимателям из числа меньшинств.

## Программы
В марте 2021 года Girls in Tech выступила с инициативой по ликвидации гендерного неравенства в залах заседаний. Инициатива, получившая название «Половина совета: 50/50 к 2025 году», призвала организации к 2025 году обеспечить гендерное равенство в своих залах заседаний. Данная инициатива призывает организации и частных лиц принять меры к тому, чтобы женщины составляли не менее 50 процентов советов директоров компаний, работающих в сфере высоких технологий. Эти усилия включали в себя открытое письмо, написанное членами совета Girls in Tech лидерам технологий с требованием гендерного паритета до 24 декабря 2024 года. Кампания была запущена в рамках мероприятий организации в поддержку Месяца женской истории и Международного женского дня. В свою очередь основатель Girls in Tech и ее генеральный директор Адриана Гаскойн написала статью, опубликованную в Newsweek, о необходимости «самовывоза по гендерному паритету», который должен усилить данную инициативу.
Компания Girls in Tech создала ряд программ для увеличения числа женщин, работающих в сфере технологий, включая Global Classroom, платформу онлайн-обучения, которая обеспечивает доступ к онлайн-курсам и ресурсам для улучшения знаний в областях, связанных со STEM. Среди других программ — конкурс Amplify Pitch Competition, наставничество  и создание вакансий технических специалистов.
В октябре 2021 года Girls in Tech объединилась с Amazon Web Services (AWS), чтобы привлечь больше женщин на рабочие места в государственном секторе с помощью инициативы наставничества и обучения.